# Фатали-хан (фильм)
Фатали-хан (азерб. Fətəli-xan) — советский биографико-исторический фильм 1947 года производства Бакинской киностудии.

## Сюжет
Исторический фильм о борьбе в XVIII веке молодого правителя Кубинского ханства Фатали-хана, стремившегося объединить разрозненные ханства в единое Азербайджанское государство. В 1958 году была сделана новая редакция фильма. В 1959 году фильм был дублирован на русский язык и в том же году 1 мая 1959 года премьера состоялась в Москве.

## В ролях
Алескер Алекперов — Фатали-хан
Исмаил Эфендиев — Амир Хамза
Лейла Бадирбейли — Тути-бике
Али Гурбанов — мастер Самандар
Мустафа Марданов — Ширин киши
Наджиба Меликова — Хадиджа
Н. Насыров — Новруз
Мовсун Санани — Маликмамед хан
Сидги Рухулла — Рза бек
Али Саттар Меликов — Хусейн хан
Рза Тахмасиб — Агачи хан
Казым Зия — Мирза Надир
Агасадых Герайбейли — посол сардара
А. Астахов
И. Росляков
Фатех Фатуллаев
Гасанага Салаев 
Гаджимамед Кафказлы

### Роли дублировали (в титрах не указаны)
Мелик Дадашев — Амир Хамза (Исмаил Эфендиев)
Мухлис Джанизаде

## Создатели
авторы сценария: Мехти Гусейн, Энвер Мамедханлы
режиссёр-постановщик: Ефим Дзиган
оператор-постановщик: Али-Саттар Атакишиев
оператор: Ариф Нариманбеков
художник-постановщик: Юрий Швец
композитор: Ниязи
постановщик танцев: Алибаба Абдуллаев (в титрах не указан)